# Langebrogade
Langebrogade er en gade i Christianshavn, København, der historisk har fungeret som en vigtig forbindelsesvej mellem Langebro og Christianshavn. Indtil anlæggelsen af Amager Boulevard i begyndelsen af 1900-tallet var Langebrogade den primære vej til Christianshavn for rejsende fra Langebro.
Mens kørende trafik skulle gennem Amagerport, kunne gående benytte Langebrogade og Langebro for at komme til det centrale København. Dog krævede passagen også her en afgift, som blev opkrævet i et bomhus fra 1797, sandsynligvis tegnet af Andreas Kirkerup. Bomhuset fungerede også som værtshus, kendt som Café Bomhuset, hvor blandt andre Holger Drachmann og andre københavnske kunstnere samledes.

## Militære og industrielle anlæg
Ved Kalvebod Bastion, tæt på Langebro, opførte militæret omkring 1800 en magasinbygning og smedje. Lige syd herfor lå Kigkurren, en del af Københavns befæstning.
Langebrogade blev også tidligere kaldt Reberbanegaden, da Jacob Holms rebslagervirksomhed lå her. Rebfremstilling krævede lange bygninger, og rebslageriet strakte sig flere hundrede meter langs gaden, før i 1800-tallet det blev flyttet til Amager, hvor den nuværende Reberbanegade ligger. De tidligere rebslagerbygninger blev herefter ombygget til arbejderboliger, kaldet Holms Huse, der var blandt de første af sin slags i Danmark. De blev opført i 1830'erne og var forbeholdt ædruelige og pålidelige arbejdere.
Langs Christianshavns Vold lå nogle af Københavns tidligste industrivirksomheder. Allerede i 1660 blev der etableret en oliefabrik og sæbesyderi, og senere fulgte destillerier og sømfabrikker.

## Bryggeriet Rabeshave
Fra 1700-tallet lå bryggeriet Rabeshave på Langebrogade. Det blev opkaldt efter Peder Rabeholm, som også ejede en mølle på Enhjørningens Bastion. Bryggeriet fungerede i 1800-tallet som et populært udflugtsmål for tjenestepiger og konfirmander.
I 1851 blev bryggeriet overtaget af Christian Ditlev Friedel, der producerede hvidtøl i samarbejde med Glostrup Bryggeri. Rabeshave var blandt Københavns største bryggerier, men forsøg med whiskyproduktion mislykkedes, da vandet på Christianshavn ikke egnede sig til dette. I 1893 blev bryggeriet en del af De forenede Bryggerier og kort efter nedlagt.
I 1905 blev fabriksbygningerne overtaget af pølsefabrikant Wiedemann, der introducerede pølsevogne i Danmark. Fabrikken voksede til et topmoderne anlæg, og området fik tilnavnet “Pølsevolden” på grund af sin placering ved Christianshavns Vold.

## Langebrogade i dag
Ud mod havnen, ved Applebys Plads, ligger stadig bygninger, der blev opført i 1912 til De Danske Sukkerfabrikker, tegnet af arkitekten Emil Ferdinand Jeppesen.
Mellem Rabeshave og Overgaden oven Vandet lå tidligere Christianshavns Brandstation, som i 1904 blev flyttet til Markmandsgade på Amager.
Omkring 1907 blev en søbadeanstalt anlagt ud for Langebrogade med fire bassiner – to til hvert køn. Den var tegnet af stadsarkitekt Hans Wright og fungerede både som offentlig badeanstalt og til svømmeundervisning i skolerne.